# Lạ lắm à nha
Lạ lắm à nha (tiếng Anh: The Wall Duet) là chương trình trò chơi truyền hình về âm nhạc do Đài Truyền hình Việt Nam và công ty Đông Tây Promotion phối hợp sản xuất, được phát sóng trên kênh VTV3 từ ngày 24 tháng 2 năm 2021. Đây là phiên bản Việt Nam của trò chơi truyền hình The Wall Song đến từ Thái Lan, và là phiên bản quốc tế đầu tiên của loạt chương trình này.
Chương trình là sự kết hợp giữa âm nhạc và khả năng phán đoán của người chơi, trong đó các khách mời tham gia chương trình sẽ phải đoán người cùng hát với mình là ai thông qua màn song ca được biểu diễn trực tiếp trên sân khấu. Trường Giang là người dẫn chính của chương trình này trong suốt thời gian phát sóng.

## Luật chơi

### Phiên bản gốc
Trong mỗi tập phát sóng, ba người chơi chính sẽ tham gia đoán người hát song ca với mình; những người chơi chính và nhân vật bí ẩn thường là các ca sĩ, diễn viên hay làm bất cứ một lĩnh vực nghệ thuật nào, miễn là hát hay.

#### Phần chính
Phần chính bao gồm ba lượt chơi của ba người chơi chính. Mỗi lượt chơi của mỗi người sẽ diễn ra theo trình tự sau:
- Tất cả khán giả và những người chơi (trừ người chơi chính) được xem một đoạn video gợi ý về nhân vật bí ẩn sẽ song ca cùng người chơi chính. Sau đó, những người chơi khác có thể gợi ý về những diễn biến đã diễn ra trong video trên.
- Người chơi chính sau đó bắt đầu song ca với nhân vật bí ẩn đã được hóa trang và đứng ở phía bên kia của bức tường. Người chơi chỉ được nghe giọng hát của nhân vật bí ẩn để đoán người bí ẩn là ai.
- Kết thúc một phần bài hát, nhân vật bí ẩn sẽ tiết lộ danh tính thật của mình cho khán giả, MC và những người chơi (trừ người chơi chính). Người chơi chính phải đưa ra tên của nhân vật bí ẩn đang hát cùng với mình. Người chơi chính được quyền đặt câu hỏi cho MC, những người chơi còn lại cũng như cho nhân vật bí ẩn trả lời. Những người chơi còn lại cũng như nhân vật bí ẩn có quyền đưa ra các gợi ý để người chơi chính dự đoán. Lúc này, nhân vật bí ẩn sẽ nói bằng giọng nói khác với giọng thật.
- Sau khi đã đưa ra đáp án cuối cùng, người chơi chính và nhân vật bí ẩn sẽ tiếp tục song ca phần còn lại của bài hát. Khi bức tường dần được kéo lên, người chơi sẽ biết được danh tính thật của nhân vật đó. Đoán chính xác tên của nhân vật bí ẩn, người chơi nhận được "vương miện" của chương trình và ngược lại.[a]

Khi lượt chơi kết thúc, nhân vật bí ẩn sẽ tiếp tục ở lại để tham gia gợi ý và giúp đỡ hoặc gây rối cho người chơi chính ở lượt tiếp theo. Người chơi đoán đúng ở những lượt tiếp theo sẽ nhận lại chiếc "vương miện" mà người chơi ở lượt trước đó nhận được.

#### Phần rút thăm
Kết thúc phần chính, ba nhân vật bí ẩn sẽ bước lên sân khấu để tham gia phần rút thăm. Mỗi người sẽ chọn một trong ba phong bì, trong đó có một phong bì 10 triệu đồng (20 triệu đồng ở mùa 1), một phong bì 1 triệu đồng và một phong bì có ghi phần quà hoặc hình phạt của chương trình; đồng thời thuyết phục những người chơi chọn mình. Khi cả ba người chơi đã lựa chọn xong, kết quả sẽ được công bố. Số tiền, phần thưởng hay hình phạt trong phong bì mà nhân vật bí ẩn lựa chọn sẽ được chia đều cho nhân vật bí ẩn và những người chơi chọn mình.
Người chơi đang có "vương miện" được quyền chọn một trong hai quyền lợi sau:
- Quyền bảo vệ: Người có "vương miện" nếu dùng quyền này khi đã chọn một nhân vật bí ẩn thì các người chơi khác không được chọn người đó nữa mà phải chọn người khác. Phần thưởng/hình phạt lúc này sẽ chỉ được chia đều cho người chơi đó và nhân vật bí ẩn. Ở mùa 2, mặc định người chơi còn đội "vương miện" sau khi phần chính kết thúc sẽ có quyền này.
- Quyền nhân đôi: Số tiền thưởng, món quà hay hình phạt vẫn sẽ được chia đều cho những người cùng chọn (kể cả nhân vật bí ẩn), nhưng người đó sẽ được nhân đôi bất cứ thứ gì mà mình chọn. Quyền này chỉ xuất hiện ở mùa đầu tiên.

### Các phiên bản khác

#### Phiên bản "lễ hội"
Phiên bản này được áp dụng trong các tập 25, 26 và 31. Chỉ có hai khách mời, và mỗi người phải đoán cùng lúc hai nhân vật bí ẩn. Trước khi hát, khán giả và người chơi (không trong lượt của mình) được xem hai đoạn video gợi ý của hai nhân vật bí ẩn. Kết thúc hai video gợi ý, người chơi được quyền xem trước một trong hai nhân vật bí ẩn hát cùng mình trong khoảng 10 giây. Sau khi xem xong, từng nhân vật bí ẩn sẽ bước ra và hát song ca một phần bài hát cùng người chơi. Kết thúc một phần bài hát, những nhân vật bí ẩn tiết lộ danh tính thật của mình cho khán giả, MC và người chơi (trừ người chơi chính). Người chơi chính phải đưa ra tên của nhân vật bí ẩn đang hát cùng với mình, được quyền hỏi những người chơi khác và nhân vật bí ẩn. Sau khi xác nhận đáp án của mình, người chơi chính hát phần còn lại của bài hát cùng hai nhân vật bí ẩn. Bức tường bắt đầu kéo lên, và danh tính thật của họ sẽ được tiết lộ cho người chơi chính. Có các khả năng sau:
- Đoán đúng cả hai nhân vật bí ẩn, người chơi được "vương miện" và được xếp vào nhóm thắng, nhận 5 triệu đồng. Các nhân vật bí ẩn được người chơi đoán ra được xếp vào nhóm thua.
- Đoán đúng một trong hai nhân vật bí ẩn hoặc không đoán được nhân vật bí ẩn nào, người chơi được xếp vào nhóm thua và nhận một phần quà (nếu đoán đúng một trong hai). Những nhân vật bí ẩn mà người chơi không đoán ra nhận được "vương miện" và được xếp vào nhóm thắng.

Sau mỗi lượt chơi, tất cả những người không có "vương miện" đều nhận hình phạt từ chương trình. Kết thúc chương trình, nhóm thắng được chia đều giải thưởng 50 triệu đồng, nhóm thua được chia đều giải thưởng 20 triệu đồng.

#### Lắc xu vui vẻ
Phần chơi này có từ tập 26 đến hết mùa 1, khi Shopee là nhà tài trợ của chương trình. Những người chơi và nhân vật bí ẩn trên sân khấu có 30 giây để lắc điện thoại mà chương trình cung cấp. Số xu lắc được được quy đổi thành tiền thưởng và chia đều cho những người tham gia.

## Sản xuất

### Phát triển
Đầu năm 2021, công ty Đông Tây Promotion đã công bố sản xuất chương trình Lạ lắm à nha theo bản quyền từ chương trình truyền hình Thái Lan The Wall Song của công ty Workpoint Entertainment, trở thành đơn vị đầu tiên mua bản quyền quốc tế của chương trình này. Theo chia sẻ từ đơn vị sản xuất, chương trình này có luật chơi kết hợp giữa những màn trình diễn âm nhạc độc đáo với sự phán đoán của những người chơi dựa trên những gợi ý được đưa ra, tạo ra sức hút lớn dành cho phiên bản gốc của chương trình. Với định dạng này, đơn vị sản xuất tin tưởng rằng chương trình sẽ tạo nên sức hút lớn đối với khán giả truyền hình trong mỗi tập phát sóng.
Sau thành công của 19 tập phát sóng (phần 1) ở mùa đầu tiên, nhà sản xuất Lạ lắm à nha đã không ngừng tìm cách đổi mới, sáng tạo hơn nữa để mang đến những bất ngờ, thú vị cho khán giả. Trong phần tiếp theo, ê-kíp chương trình tiết lộ về những tập phát sóng đặc biệt lần đầu tiên được thực hiện ở Việt Nam theo format mới không có ở bản gốc. Trong đó, chương trình sẽ có sự góp mặt của những nghệ sĩ, những khách mời đình đám được khán giả yêu mến với những cách chơi và cách hát hoàn toàn khác biệt.
Tiếp nối thành công của mùa 1, mùa thứ hai được lên sóng vào đầu năm 2023, với Trường Giang tiếp tục là MC của chương trình. Anh tiết lộ rằng thời gian qua ê-kíp chương trình đã tìm cách "gia cố" lại bức tường bằng việc làm mới lại nội dung và những thủ thuật đánh lạc hướng người chơi, để nhiệm vụ đi tìm nhân vật bí ẩn càng trở nên khó khăn và hấp dẫn hơn.
Chương trình được thực hiện với sự hợp tác của Ban Văn nghệ, Đài Truyền hình Việt Nam và công ty Đông Tây Promotion. Đội ngũ sản xuất của chương trình do Triệu Thế Hiệp làm giám đốc sản xuất chính.

### Ghi hình
Các tập phát sóng của chương trình được ghi hình tại nhà thi đấu Maximark Cộng Hòa, phường 4, quận Tân Bình và tại phim trường Zoom Media, quận Gò Vấp, thành phố Hồ Chí Minh. Các tập ghi hình có khán giả ở mùa 1 đã được ghi hình trước ngày 27 tháng 4 năm 2021. Từ tập 20 đến hết mùa 1, chương trình ghi hình trong điều kiện không có khán giả để phòng chống dịch COVID-19.

### Nhạc hiệu
Nhạc hiệu chính cho chương trình được sáng tác bởi giám đốc âm nhạc Dương Khắc Linh và được thể hiện bởi ca sĩ Lưu Hiền Trinh. Cô đã xác nhận điều này trong một tập phát sóng mà cô làm khách mời.

## Phát sóng
Lạ lắm à nha lên sóng tập đầu tiên vào ngày 24 tháng 2 năm 2021. Ở mùa đầu tiên, chương trình được phát sóng định kỳ vào 20:30 tối thứ tư hàng tuần trên kênh VTV3 và phát lại vào một số khung giờ khác trong tuần. Tất cả các tập đã phát sóng của chương trình có sẵn trên các kênh YouTube chính thức của công ty Đông Tây Promotion và được đăng tải ngay sau khi được phát sóng trên truyền hình, bao gồm các phân đoạn không được lên sóng trên truyền hình, và 4 tập đặc biệt do Nguyên Khang và Puka làm MC.
Ngay sau thành công của phần 1 mùa 1, nhà sản xuất chương trình đã thông báo sản xuất phần 2 mùa 1, ban đầu dự kiến phát sóng vào 20:00 thứ bảy hàng tuần từ ngày 14 tháng 8 năm 2021. Tuy nhiên, do ảnh hưởng của đại dịch COVID-19, lịch ghi hình bị lùi lại nên lịch phát sóng đã bị dời sang tháng 11.
Từ ngày 16 tháng 2 năm 2023, chương trình phát sóng vào lúc 20:30 thứ 5 hàng tuần trên kênh VTV3 với ba tập nhìn lại mùa 1. Mùa thứ 2 được tiếp nối sau đó vào ngày 9 tháng 3 năm 2023.

## Danh sách người chơi và nhân vật bí ẩn tham gia

### Mùa 1

#### Phiên bản gốc
| Tập | Ngày phát sóng       | Người chơi            | Bài hát thể hiện (Sáng tác)                                                       | Nhân vật bí ẩn     | TK                   |
| --- | -------------------- | --------------------- | --------------------------------------------------------------------------------- | ------------------ | -------------------- |
| 1   | 24 tháng 2 năm 2021  | Khả Như               | "Thương em là điều anh không thể ngờ" (Triết Phạm)                                | Chí Thiện          | [ 16 ] [ 17 ]        |
| 1   | 24 tháng 2 năm 2021  | S.T Sơn Thạch         | "Chiều hôm ấy" (Jaykii)                                                           | Nguyên Vũ          | [ 16 ] [ 17 ]        |
| 1   | 24 tháng 2 năm 2021  | Trương Thế Vinh       | "Hoa nở không màu" (Nguyễn Minh Cường)                                            | Ngân Khánh         | [ 16 ] [ 17 ]        |
| 2   | 3 tháng 3 năm 2021   | Ưng Hoàng Phúc        | "Người ta nói" (Nguyễn Hoài Anh)                                                  | Thanh Thảo         | [ 18 ] [ 19 ] [ 20 ] |
| 2   | 3 tháng 3 năm 2021   | Lâm Khánh Chi         | "Tình trong mộng mơ" (nhạc ngoại, lời Việt: Thanh Thảo)                           | Châu Gia Kiệt      | [ 18 ] [ 19 ] [ 20 ] |
| 2   | 3 tháng 3 năm 2021   | Hồng Vân              | "Trai tài gái sắc" (Mã Thu Giang)                                                 | S.T Sơn Thạch (2)  | [ 18 ] [ 19 ] [ 20 ] |
| 3   | 10 tháng 3 năm 2021  | Khánh Phương          | "Đành thôi quên lãng" (Hoài An)                                                   | Hà Thu             | [ 21 ] [ 22 ]        |
| 3   | 10 tháng 3 năm 2021  | Will                  | "Anh ơi ở lại" (Đạt G)                                                            | Ngọc Linh          | [ 21 ] [ 22 ]        |
| 3   | 10 tháng 3 năm 2021  | Khắc Việt             | "Anh khác hay em khác" (Khắc Việt)                                                | Miko Lan Trinh     | [ 21 ] [ 22 ]        |
| 4   | 17 tháng 3 năm 2021  | Song Luân             | "Nàng thơ" (Hoàng Dũng)                                                           | Vân Trang          | [ 23 ] [ 24 ] [ 25 ] |
| 4   | 17 tháng 3 năm 2021  | Juky San              | "Thiên hạ hữu tình nhân" (nhạc nước ngoài, lời Việt: Phát Nguyễn)                 | Đan Trường         | [ 23 ] [ 24 ] [ 25 ] |
| 4   | 17 tháng 3 năm 2021  | Khương Ngọc           | "Ngày chưa giông bão" (Phan Mạnh Quỳnh)                                           | Ngọc Sơn           | [ 23 ] [ 24 ] [ 25 ] |
| 5   | 24 tháng 3 năm 2021  | Dương Hoàng Yến       | "Nơi tình yêu bắt đầu" (Tiến Minh)                                                | Đạt G              | [ 26 ] [ 27 ] [ 28 ] |
| 5   | 24 tháng 3 năm 2021  | Tú Vi                 | "Có chàng trai viết lên cây" (Phan Mạnh Quỳnh)                                    | La Thành           | [ 26 ] [ 27 ] [ 28 ] |
| 5   | 24 tháng 3 năm 2021  | Võ Tấn Phát           | "Đường quyền tình yêu" (Datkaa)                                                   | Kim Tử Long        | [ 26 ] [ 27 ] [ 28 ] |
| 6   | 31 tháng 3 năm 2021  | LyLy                  | "Sợ yêu" (Hoàng Nhã)                                                              | Lê Khánh           | [ 29 ] [ 30 ] [ 31 ] |
| 6   | 31 tháng 3 năm 2021  | Duy Khánh             | "Đau để trưởng thành" (Only C)                                                    | Hữu Tín            | [ 29 ] [ 30 ] [ 31 ] |
| 6   | 31 tháng 3 năm 2021  | Vũ Cát Tường          | "Hành tinh ánh sáng" (Vũ Cát Tường)                                               | Thanh Hà           | [ 29 ] [ 30 ] [ 31 ] |
| 7   | 7 tháng 4 năm 2021   | Tăng Phúc             | "Thay tôi yêu cô ấy" (Thanh Hưng)                                                 | Hoàng Phi          | [ 32 ] [ 33 ] [ 34 ] |
| 7   | 7 tháng 4 năm 2021   | Ngô Trung Quang       | "Lý mười thương" (Dân ca Huế)                                                     | Tố My              | [ 32 ] [ 33 ] [ 34 ] |
| 7   | 7 tháng 4 năm 2021   | Trịnh Thăng Bình      | "Khác biệt to lớn" (Trịnh Thăng Bình)                                             | Thu Thủy           | [ 32 ] [ 33 ] [ 34 ] |
| 8   | 14 tháng 4 năm 2021  | Lê Lộc                | "Katy" (Đức Trí)                                                                  | Sỹ Luân            | [ 35 ] [ 36 ] [ 37 ] |
| 8   | 14 tháng 4 năm 2021  | Lynk Lee              | "Người tình mùa đông" (nhạc: Miyuki Nakajima, lời Việt: Anh Bằng)                 | Tấn Beo            | [ 35 ] [ 36 ] [ 37 ] |
| 8   | 14 tháng 4 năm 2021  | Thùy Chi              | "Tháng tư là lời nói dối của em" (Phạm Toàn Thắng)                                | Phạm Toàn Thắng    | [ 35 ] [ 36 ] [ 37 ] |
| 9   | 21 tháng 4 năm 2021  | Hứa Minh Đạt          | "Độc thoại" (Nguyễn Hồng Thuận)                                                   | Lý Hùng            | [ 12 ] [ 38 ] [ 39 ] |
| 9   | 21 tháng 4 năm 2021  | Lưu Hiền Trinh        | "Mình yêu nhau bình yên thôi" (Đinh Hương)                                        | Kyo York           | [ 12 ] [ 38 ] [ 39 ] |
| 9   | 21 tháng 4 năm 2021  | Châu Đăng Khoa        | "Craze" (Châu Đăng Khoa)                                                          | Khương Ngọc (2)    | [ 12 ] [ 38 ] [ 39 ] |
| 10  | 28 tháng 4 năm 2021  | Vũ Hà                 | "Đừng trách người ơi" (Lê Hựu Hà)                                                 | Lê Dương Bảo Lâm   | [ 40 ] [ 41 ] [ 42 ] |
| 10  | 28 tháng 4 năm 2021  | Thu Thủy (2)          | "Think of you" (Thu Thủy)                                                         | Quốc Khánh         | [ 40 ] [ 41 ] [ 42 ] |
| 10  | 28 tháng 4 năm 2021  | Gin Tuấn Kiệt         | "Em gái mưa" (Mr. Siro)                                                           | Hương Ly           | [ 40 ] [ 41 ] [ 42 ] |
| 11  | 5 tháng 5 năm 2021   | Mạc Văn Khoa          | "Khi người đàn ông khóc" (nhạc ngoại, lời Việt: Lý Hải)                           | Châu Khải Phong    | [ 43 ] [ 44 ] [ 45 ] |
| 11  | 5 tháng 5 năm 2021   | Phạm Trưởng           | "Mưa phi thường" (Việt Anh)                                                       | Lâm Chấn Khang     | [ 43 ] [ 44 ] [ 45 ] |
| 11  | 5 tháng 5 năm 2021   | Kha Ly                | "Giữa đại lộ Đông Tây" (Hứa Kim Tuyền)                                            | Tú Vi (2)          | [ 43 ] [ 44 ] [ 45 ] |
| 12  | 12 tháng 5 năm 2021  | Hồ Việt Trung         | "Hoa nở về đêm" (Mạnh Phát)                                                       | Phan Đinh Tùng     | [ 46 ] [ 47 ] [ 48 ] |
| 12  | 12 tháng 5 năm 2021  | Lâm Vỹ Dạ             | "Buồn làm chi em ơi" (Nguyễn Minh Cường)                                          | Lâm Hùng           | [ 46 ] [ 47 ] [ 48 ] |
| 12  | 12 tháng 5 năm 2021  | Quách Tuấn Du         | "Oẳn tù tì" (Tôn Thất Lập)                                                        | Thoại Mỹ           | [ 46 ] [ 47 ] [ 48 ] |
| 13  | 19 tháng 5 năm 2021  | Thuận Nguyễn          | "Buồn không em" (nhạc: Lê Tuấn Anh, lời: Đạt G)                                   | Ưng Hoàng Phúc (2) | [ 49 ] [ 50 ] [ 51 ] |
| 13  | 19 tháng 5 năm 2021  | Giang Hồng Ngọc       | "Chợt thấy đêm buồn" (Lương Bằng Quang)                                           | Việt Quang (†)     | [ 49 ] [ 50 ] [ 51 ] |
| 13  | 19 tháng 5 năm 2021  | Steven Nguyễn         | "Một thời đã xa" (nhạc: Trường Huy, lời: Nguyễn Thanh Hà)                         | Cát Phượng         | [ 49 ] [ 50 ] [ 51 ] |
| 14  | 26 tháng 5 năm 2021  | Quang Hùng MasterD    | "Dễ đến dễ đi" (Quang Hùng MasterD - Drum7)                                       | Thái Vũ            | [ 52 ] [ 53 ] [ 54 ] |
| 14  | 26 tháng 5 năm 2021  | Han Sara              | "Em ơi" (Vũ Cát Tường)                                                            | Phát La            | [ 52 ] [ 53 ] [ 54 ] |
| 14  | 26 tháng 5 năm 2021  | Khải Đăng             | "Hôm nay em cưới rồi" (Thanh Hưng)                                                | Khánh Phương (2)   | [ 52 ] [ 53 ] [ 54 ] |
| 15  | 2 tháng 6 năm 2021   | Puka                  | "Vầng trăng khóc" (Nguyễn Văn Chung)                                              | Gin Tuấn Kiệt (2)  | [ 55 ] [ 56 ] [ 57 ] |
| 15  | 2 tháng 6 năm 2021   | Hoàng Duyên           | "Giá như cô ấy chưa xuất hiện" (Vương Anh Tú)                                     | Vương Anh Tú       | [ 55 ] [ 56 ] [ 57 ] |
| 15  | 2 tháng 6 năm 2021   | Thương Võ             | "Em say rồi" (Nguyễn Văn Chung)                                                   | Thanh Hưng         | [ 55 ] [ 56 ] [ 57 ] |
| 16  | 9 tháng 6 năm 2021   | Hà Nhi                | "Dĩ vãng nhạt nhòa" (nhạc ngoại, lời Việt: Khúc Lan)                              | Lam Trường         | [ 58 ] [ 59 ] [ 60 ] |
| 16  | 9 tháng 6 năm 2021   | Mù Tạt                | "Phía sau một cô gái" (Tiên Cookie)                                               | Tài Smile          | [ 58 ] [ 59 ] [ 60 ] |
| 16  | 9 tháng 6 năm 2021   | Phạm Quỳnh Anh        | "Nếu ta còn yêu nhau" (nhạc ngoại, lời Việt: Nguyễn Quang Huy)                    | Quang Hà           | [ 58 ] [ 59 ] [ 60 ] |
| 17  | 16 tháng 6 năm 2021  | Mai Tiến Dũng         | "Anh muốn em sống sao" (Chi Dân)                                                  | Lâm Vỹ Dạ (2)      | [ 61 ] [ 62 ]        |
| 17  | 16 tháng 6 năm 2021  | Ôn Vĩnh Quang         | "Xin còn gọi tên nhau" (Trường Sa)                                                | Cát Tường          | [ 61 ] [ 62 ]        |
| 17  | 16 tháng 6 năm 2021  | Quốc Thiên            | "Biệt khúc chờ nhau" (nhạc ngoại, lời Việt: Lê Quang)                             | Nguyên Hà          | [ 61 ] [ 62 ]        |
| 18  | 23 tháng 6 năm 2021  | Lê Khánh (2)          | "Hẹn yêu" (Võ Hoài Phúc)                                                          | Đại Nghĩa          | [ 63 ] [ 64 ] [ 65 ] |
| 18  | 23 tháng 6 năm 2021  | Sara Lưu              | "Đừng như thói quen" (nhạc: Jaykii, Dương Khắc Linh, lời: Jaykii, Hoàng Huy Long) | Erik               | [ 63 ] [ 64 ] [ 65 ] |
| 18  | 23 tháng 6 năm 2021  | Di Di                 | "Đom đóm" (Jack)                                                                  | Huy R              | [ 63 ] [ 64 ] [ 65 ] |
| 19  | 30 tháng 6 năm 2021  | Đạt G (2)             | "Bánh mì không" (Đạt G)                                                           | Khả Như (2)        | [ 66 ] [ 67 ] [ 68 ] |
| 19  | 30 tháng 6 năm 2021  | Anh Tú                | "Cô bé mùa đông" (Phạm Toàn Thắng)                                                | Khổng Tú Quỳnh     | [ 66 ] [ 67 ] [ 68 ] |
| 19  | 30 tháng 6 năm 2021  | Minh Vương            | "Xe đạp" (nhạc ngoại, lời Việt: Đinh Mạnh Ninh)                                   | Lương Bích Hữu     | [ 66 ] [ 67 ] [ 68 ] |
| 20  | 13 tháng 11 năm 2021 | Trương Quỳnh Anh      | "Anh đánh rơi người yêu này" (Andiez)                                             | Nam Cường          | [ 8 ] [ 69 ] [ 70 ]  |
| 20  | 13 tháng 11 năm 2021 | Jang Mi               | "Lá xa lìa cành" (Lê Bảo Bình)                                                    | Hồ Quang Hiếu      | [ 8 ] [ 69 ] [ 70 ]  |
| 20  | 13 tháng 11 năm 2021 | Trung Dũng            | "Kiếp đam mê" (Duy Quang)                                                         | Khánh Ngọc         | [ 8 ] [ 69 ] [ 70 ]  |
| 21  | 20 tháng 11 năm 2021 | BB Trần               | "Giá ngày đầu đừng nói thương nhau" (Ngọc Dolil)                                  | Liên Bỉnh Phát     | [ 71 ] [ 72 ]        |
| 21  | 20 tháng 11 năm 2021 | Đỗ Hoàng Dương        | "Thích em hơi nhiều" (Mew Amazing)                                                | Osad               | [ 71 ] [ 72 ]        |
| 21  | 20 tháng 11 năm 2021 | Ngọc Phước            | "Dưới quê vui hơn" (Khánh Đơn)                                                    | Thanh Hằng         | [ 71 ] [ 72 ]        |
| 22  | 27 tháng 11 năm 2021 | Bùi Lan Hương         | "Tình về nơi đâu" (nhạc: Dương Khắc Linh, Thanh Bùi, lời: Hà Quang Minh)          | Ái Phương          | [ 73 ]               |
| 22  | 27 tháng 11 năm 2021 | Phát Hồ               | "Thế thái" (Huỳnh Văn, Bii Jokes)                                                 | Tăng Phúc (2)      | [ 73 ]               |
| 22  | 27 tháng 11 năm 2021 | Liz Kim Cương         | "Có người" (Vũ Cát Tường)                                                         | Hoàng Tôn          | [ 73 ]               |
| 23  | 4 tháng 12 năm 2021  | Nhật Kim Anh          | "Em không thể xóa hết" (Khánh Đơn)                                                | Ngân Quỳnh         | [ 74 ] [ 75 ]        |
| 23  | 4 tháng 12 năm 2021  | Dương Ngọc Thái       | "Sai lầm của anh" (Đình Dũng)                                                     | Lâm Chấn Huy       | [ 74 ] [ 75 ]        |
| 23  | 4 tháng 12 năm 2021  | Ti Ti                 | "Nhìn về quá khứ" (Nguyễn Đình Vũ)                                                | Lâm Vũ             | [ 74 ] [ 75 ]        |
| 24  | 11 tháng 12 năm 2021 | Nguyễn Đình Vũ        | "Rồi tới luôn" (Nal)                                                              | Tân Trề            | [ 76 ] [ 77 ] [ 78 ] |
| 24  | 11 tháng 12 năm 2021 | Quách Ngọc Tuyên      | "Từng yêu" (Nguyễn Đình Dũng)                                                     | Akira Phan         | [ 76 ] [ 77 ] [ 78 ] |
| 24  | 11 tháng 12 năm 2021 | Chu Bin               | "Yêu là cưới" (Sinike)                                                            | Chế Thanh          | [ 76 ] [ 77 ] [ 78 ] |
| 27  | 1 tháng 1 năm 2022   | Bảo Hân               | "Hơn cả yêu" (Khắc Hưng)                                                          | Bê Trần            | [ 79 ] [ 80 ] [ 81 ] |
| 27  | 1 tháng 1 năm 2022   | Hoàng Yến Chibi       | "Em gái mưa" (English version) (nhạc và lời: Mr. Siro, lời tiếng Anh: Hoang Dai)  | Hari Won           | [ 79 ] [ 80 ] [ 81 ] |
| 27  | 1 tháng 1 năm 2022   | Trung Quân            | "Chân tâm" (Shin Hồng Vịnh)                                                       | Thanh Duy          | [ 79 ] [ 80 ] [ 81 ] |
| 28  | 8 tháng 1 năm 2022   | Gigi Hương Giang      | "Không thể rời mắt" (Shin Hồng Vịnh)                                              | Yến Trang          | [ 82 ] [ 83 ] [ 84 ] |
| 28  | 8 tháng 1 năm 2022   | Nguyễn Trần Khánh Vân | "Biển tình" (Lam Phương)                                                          | Hoàng Châu         | [ 82 ] [ 83 ] [ 84 ] |
| 28  | 8 tháng 1 năm 2022   | Huỳnh Tú              | "Thiên đường gọi tên" (Mạnh Quân)                                                 | Võ Minh Lâm        | [ 82 ] [ 83 ] [ 84 ] |
| 29  | 15 tháng 1 năm 2022  | DatKaa                | "Chiều thu họa bóng nàng" (DatKaa)                                                | Huỳnh James        | [ 85 ] [ 86 ] [ 87 ] |
| 29  | 15 tháng 1 năm 2022  | Trang Hý              | "Mắt nai cha cha cha" (Sỹ Luân)                                                   | Yuno Bigboi        | [ 85 ] [ 86 ] [ 87 ] |
| 29  | 15 tháng 1 năm 2022  | Hamlet Trương         | "Căn phòng nước mắt" (Hamlet Trương)                                              | Nguyên Khang       | [ 85 ] [ 86 ] [ 87 ] |
| 30  | 22 tháng 1 năm 2022  | Lương Minh Trang      | "Tàn nhẫn" (Dickson Nguyễn)                                                       | Phạm Lịch          | [ 88 ] [ 89 ] [ 90 ] |
| 30  | 22 tháng 1 năm 2022  | Phan Đinh Tùng (2)    | "Người ngoài phố" (Anh Việt Thu)                                                  | Thiên Vương        | [ 88 ] [ 89 ] [ 90 ] |
| 30  | 22 tháng 1 năm 2022  | Khương Ngọc (2)       | "Cơn đau cuối cùng" (Thái Thịnh)                                                  | Thảo Trang         | [ 88 ] [ 89 ] [ 90 ] |

#### Phiên bản "lễ hội"
| Tập | Ngày phát sóng       | Người chơi       | Bài hát thể hiện (Sáng tác)                                                                              | Nhân vật bí ẩn                            | TK                   |
| --- | -------------------- | ---------------- | --- | ----------------------------------------- | -------------------- |
| 25  | 18 tháng 12 năm 2021 | Phát La (2)      | Mashup "Những lời dối gian" (nhạc nước ngoài, lời Việt: Khúc Lan) - "Ai là người thương em" (Thanh Hưng) | Steven Nguyễn (2) Mạc Văn Khoa (2)        | [ 5 ] [ 91 ] [ 92 ]  |
| 25  | 18 tháng 12 năm 2021 | Nam Cường (2)    | Mashup "Cho anh thời gian" - "Gặp nhưng không ở lại" (Vương Anh Tú)                                      | Duy Khánh (2) Puka (2)                    | [ 5 ] [ 91 ] [ 92 ]  |
| 26  | 25 tháng 12 năm 2021 | Hà Thu (2)       | Mashup "Người lạ thoáng qua" (Đinh Tùng Huy) - "Tình thương phu thê" (Chí Hướng)                         | Dương Ngọc Thái (2) Hồ Việt Trung (2)     | [ 93 ] [ 94 ] [ 95 ] |
| 26  | 25 tháng 12 năm 2021 | Khả Như (3)      | Mashup "Là ai từ bỏ là ai vô tình" (Phúc Chinh) - "Họ yêu ai mất rồi" (Doãn Hiếu)                        | Nguyễn Đình Vũ (2) Quang Hùng MasterD (2) | [ 93 ] [ 94 ] [ 95 ] |
| 31  | 29 tháng 1 năm 2022  | Vương Anh Tú (2) | Mashup "Giúp anh trả lời những câu hỏi" (Vương Anh Tú) - "Kém duyên" (Hưng Nguyễn, Rum)                  | Anh Tú (2) Will (2)                       | [ 96 ] [ 97 ] [ 98 ] |
| 31  | 29 tháng 1 năm 2022  | Hari Won (2)     | Mashup "Anh cứ đi đi" (Vương Anh Tú) - "Người hãy quên em đi" (Khắc Hưng)                                | Lâm Vỹ Dạ (3) Nguyễn Trần Khánh Vân (2)   | [ 96 ] [ 97 ] [ 98 ] |

### Mùa 2
Ba tập đặc biệt nhìn lại mùa 1 được lên sóng từ ngày 16 tháng 2 đến ngày 2 tháng 3 năm 2023, với Nam Cường và Tú Vi là hai MC chính.
| Tập | Ngày phát sóng      | Người chơi          | Bài hát thể hiện (Sáng tác)                                                     | Nhân vật bí ẩn            | TK                      |
| --- | ------------------- | ------------------- | ------------------------------------------------------------------------------- | ------------------------- | ----------------------- |
| 1   | 9 tháng 3 năm 2023  | Hương Ly (2)        | "Vui lắm nha" (Hoon, Jombie)                                                    | Nguyễn Trần Khánh Vân (3) | [ 99 ] [ 100 ] [ 101 ]  |
| 1   | 9 tháng 3 năm 2023  | Diệu Kiên           | "Thuyền quyên" (Diệu Kiên)                                                      | Phương Thanh              | [ 99 ] [ 100 ] [ 101 ]  |
| 1   | 9 tháng 3 năm 2023  | Phát Hồ (2)         | "Chờ ngày cưới em" (Nam Lê)                                                     | Khả Như (4)               | [ 99 ] [ 100 ] [ 101 ]  |
| 2   | 16 tháng 3 năm 2023 | Hồ Phi Nal          | "Rồi tới luôn" (Nal)                                                            | Phương Mỹ Chi             | [ 102 ] [ 103 ]         |
| 2   | 16 tháng 3 năm 2023 | Lala Trần           | "Anh yêu vội thế" (Dickson Nguyễn)                                              | Sofia                     | [ 102 ] [ 103 ]         |
| 2   | 16 tháng 3 năm 2023 | Phạm Đình Thái Ngân | "Nếu lúc trước em đừng tới" (Thái Thịnh)                                        | Phạm Khánh Hưng           | [ 102 ] [ 103 ]         |
| 3   | 23 tháng 3 năm 2023 | VAnh                | "Mặt mộc" (Ân Nhi - Phạm Nguyên Ngọc)                                           | Hứa Minh Đạt (2)          | [ 104 ] [ 105 ]         |
| 3   | 23 tháng 3 năm 2023 | Đinh Tùng Huy       | "Ai chung tình được mãi" (Đông Thiên Đức)                                       | Erik (2)                  | [ 104 ] [ 105 ]         |
| 3   | 23 tháng 3 năm 2023 | Thành Đạt           | "Sao cũng được" (Đông Thiên Đức)                                                | Khánh Phương (3)          | [ 104 ] [ 105 ]         |
| 4   | 30 tháng 3 năm 2023 | TLong               | "Kiếp má hồng" (TLong)                                                          | Gin Tuấn Kiệt (3)         | [ 106 ] [ 107 ]         |
| 4   | 30 tháng 3 năm 2023 | Quốc Thiên (2)      | "Hôm nay em cưới rồi" (Thanh Hưng)                                              | Puka (3)                  | [ 106 ] [ 107 ]         |
| 4   | 30 tháng 3 năm 2023 | Nhật Phong          | "Tướng quân" (Đình Dũng)                                                        | Hà Nhi (2)                | [ 106 ] [ 107 ]         |
| 5   | 6 tháng 4 năm 2023  | NB3 Hoài Bảo        | "Khuất lối" (NB3 Hoài Bảo)                                                      | Lương Bích Hữu (2)        | [ 108 ] [ 109 ] [ 110 ] |
| 5   | 6 tháng 4 năm 2023  | Nguyễn Đình Vũ (3)  | "Cưới hông chốt nha" (Đỗ Thành Duy)                                             | Lâm Vỹ Dạ (4)             | [ 108 ] [ 109 ] [ 110 ] |
| 5   | 6 tháng 4 năm 2023  | Đạt Long Vinh       | "Pháo hồng" (Đạt Long Vinh)                                                     | Trương Đan Huy            | [ 108 ] [ 109 ] [ 110 ] |
| 6   | 13 tháng 4 năm 2023 | Thái Học            | "Em là con thuyền cô đơn" (Chí Hướng)                                           | Lâm Chấn Huy (2)          | [ 111 ] [ 112 ]         |
| 6   | 13 tháng 4 năm 2023 | Myra Trần           | "Anh chưa thương em đến vậy đâu" (Hứa Kim Tuyền)                                | Phạm Quỳnh Anh (2)        | [ 111 ] [ 112 ]         |
| 6   | 13 tháng 4 năm 2023 | Dung Hoàng Phạm     | "Quả phụ tướng" (Reyvin)                                                        | Thái Trinh                | [ 111 ] [ 112 ]         |
| 7   | 20 tháng 4 năm 2023 | Trương Thảo Nhi     | "Chỉ là không cùng nhau" (Nhạc ngoại: Trương Bắc Vân, lời Việt: Huỳnh Quốc Huy) | Duy Khánh (3)             | [ 113 ]                 |
| 7   | 20 tháng 4 năm 2023 | Hoàng Châu (2)      | "Phút biệt ly" (Nhạc ngoại, lời Việt Lý Hải)                                    | Lâm Hùng (2)              | [ 113 ]                 |
| 7   | 20 tháng 4 năm 2023 | Tăng Phúc (3)       | "Thiên đường gọi tên" (Mạnh Quân)                                               | Ái Phương (2)             | [ 113 ]                 |
| 8   | 27 tháng 4 năm 2023 | Chu Thúy Quỳnh      | "Ít nhưng dài lâu" (Yan Nguyễn)                                                 | Triệu Hồng Ngọc           | [ 114 ] [ 115 ] [ 116 ] |
| 8   | 27 tháng 4 năm 2023 | Tino                | "Ừ có anh đây" (Tăng Nhật Tuệ)                                                  | S.T Sơn Thạch (3)         | [ 114 ] [ 115 ] [ 116 ] |
| 8   | 27 tháng 4 năm 2023 | Khải Đăng (2)       | "Ngày mai em đi mất" (Đạt G)                                                    | Ưng Hoàng Phúc (3)        | [ 114 ] [ 115 ] [ 116 ] |
| 9   | 4 tháng 5 năm 2023  | Liz Kim Cương (2)   | "Cô đơn trên Sofa" (Tăng Duy Tân)                                               | Khổng Tú Quỳnh (2)        | [ 117 ] [ 118 ] [ 119 ] |
| 9   | 4 tháng 5 năm 2023  | Hoa Vinh            | "Đừng quên tên anh" (Đạt G)                                                     | Trương Thế Vinh (2)       | [ 117 ] [ 118 ] [ 119 ] |
| 9   | 4 tháng 5 năm 2023  | Vicky Nhung         | "Tình nồng" (Nhạc ngoại, lời Việt: Khúc Lan)                                    | Lưu Hiền Trinh (2)        | [ 117 ] [ 118 ] [ 119 ] |
| 10  | 11 tháng 5 năm 2023 | Hari Won (3)        | "Anh muốn em sống sao" (Chi Dân)                                                | Trương Quỳnh Anh (2)      | [ 120 ] [ 121 ]         |
| 10  | 11 tháng 5 năm 2023 | Phát Huy T4         | "Em là kẻ đáng thương" (Phát Huy T4)                                            | Will (3)                  | [ 120 ] [ 121 ]         |
| 10  | 11 tháng 5 năm 2023 | Quang Đăng Trần     | "Đánh mất em" (Nhạc Hoa: Diêm Kiêu Nam, lời Việt: Quang Đăng Trần)              | Quang Hà (2)              | [ 120 ] [ 121 ]         |
| 11  | 18 tháng 5 năm 2023 | Hana Cẩm Tiên       | "Ơi anh gì ơi" (Hana Cẩm Tiên)                                                  | Kiều Oanh                 | [ 122 ] [ 123 ]         |
| 11  | 18 tháng 5 năm 2023 | Trịnh Đình Quang    | "Buồn lắm em ơi" (Lai Hoàng)                                                    | Bằng Cường                | [ 122 ] [ 123 ]         |
| 11  | 18 tháng 5 năm 2023 | Phan Duy Anh        | "Vô cùng" (Vì anh thương em) (Nhạc: Võ Hoài Phúc, lời: Huỳnh Tuấn Anh)          | Quốc Thiên (3)            | [ 122 ] [ 123 ]         |
| 12  | 25 tháng 5 năm 2023 | Thanh Hưng (2)      | "Thay tôi yêu cô ấy" (Thanh Hưng)                                               | Akira Phan (2)            | [ 124 ]                 |
| 12  | 25 tháng 5 năm 2023 | Juun D              | "Sợ rằng em biết anh còn yêu em" (Vương Anh Tú)                                 | Lou Hoàng                 | [ 124 ]                 |
| 12  | 25 tháng 5 năm 2023 | Du Uyên             | "Duyên duyên số số" (Nguyễn Thương)                                             | Đoan Trang                | [ 124 ]                 |
| 13  | 1 tháng 6 năm 2023  | Ngô Lan Hương       | "Anh muốn đưa em về không" (Ngô Lan Hương)                                      | Lương Minh Trang (2)      | [ 125 ]                 |
| 13  | 1 tháng 6 năm 2023  | Nhi Nhi             | "Từng cho nhau" (Nhạc Hoa, lời Việt: Rô Ti)                                     | Khánh Ngọc (2)            | [ 125 ]                 |
| 13  | 1 tháng 6 năm 2023  | Bảo Trâm            | "Chỉ còn những mùa nhớ" (Đặng Trần Minh)                                        | Giang Hồng Ngọc (2)       | [ 125 ]                 |
| 14  | 8 tháng 6 năm 2023  | Dee Trần            | "Con tim không đổi thay" (Nhạc ngoại, lời Việt: Dee Trần)                       | Quách Tuấn Du (2)         | [ 126 ]                 |
| 14  | 8 tháng 6 năm 2023  | Thương Võ (2)       | "Người lạ thoáng qua" (Đinh Tùng Huy)                                           | Thanh Ngọc                | [ 126 ]                 |
| 14  | 8 tháng 6 năm 2023  | Dickson Nguyễn      | "Khó có được người" (Nhạc ngoại, lời Việt: Dickson Nguyễn)                      | Mai Tiến Dũng (2)         | [ 126 ]                 |
| 15  | 15 tháng 6 năm 2023 | Tiến Tới            | "Xuôi dòng Cửu Long" (Diệu Kiên)                                                | Diệu Kiên (2)             | [ 127 ]                 |
| 15  | 15 tháng 6 năm 2023 | Linh Hương Luz      | "Lỡ yêu người đậm sâu" (Nhạc Hoa: Mạc Thiên Giác, lời Việt: Thiên Tú)           | Sara Lưu (2)              | [ 127 ]                 |
| 15  | 15 tháng 6 năm 2023 | Ngọc Kara           | "Linh cảm tim em" (Vương Anh Tú)                                                | Tiêu Châu Như Quỳnh       | [ 127 ]                 |
| 16  | 22 tháng 6 năm 2023 | Võ Lê Mi            | "Em là nhất miền Tây" (Jin Tuấn Nam)                                            | Cát Phượng (2)            | [ 128 ] [ 129 ] [ 130 ] |
| 16  | 22 tháng 6 năm 2023 | Bùi Trường Linh     | "Yêu người có ước mơ" (Bùi Trường Linh)                                         | Phạm Hồng Phước           | [ 128 ] [ 129 ] [ 130 ] |
| 16  | 22 tháng 6 năm 2023 | Hamlet Trương (2)   | "Ai rồi cũng khác" (Hamlet Trương)                                              | Nam Cường (3)             | [ 128 ] [ 129 ] [ 130 ] |
| 17  | 29 tháng 6 năm 2023 | Long Nón Lá         | "Hành lang cũ" (Hạ nhớ) (Long Nón Lá)                                           | DatKaa (2)                | [ 131 ] [ 132 ] [ 133 ] |
| 17  | 29 tháng 6 năm 2023 | Tú Na               | "Phố hoa lệ" (Đông Thiên Đức)                                                   | Thảo Trang (2)            | [ 131 ] [ 132 ] [ 133 ] |
| 17  | 29 tháng 6 năm 2023 | Huy Vạc             | "Chạnh lòng thương cô" (Non Hanta)                                              | Lưu Chí Vỹ                | [ 131 ] [ 132 ] [ 133 ] |
| 18  | 6 tháng 7 năm 2023  | Na Ngọc Anh         | "Không bằng" (Nhạc ngoại, lời Việt: ViAM)                                       | Emily                     | [ 134 ] [ 135 ]         |
| 18  | 6 tháng 7 năm 2023  | Tuệ Phương          | "Em lại nhớ anh rồi" (Nhạc Hoa, lời Việt: Tiến Nguyễn)                          | Thu Thủy (3)              | [ 134 ] [ 135 ]         |
| 18  | 6 tháng 7 năm 2023  | Phúc Chinh          | "Thê lương" (Phúc Chinh)                                                        | Quách Thành Danh          | [ 134 ] [ 135 ]         |
| 19  | 13 tháng 7 năm 2023 | NLy                 | "Anh nên yêu cô ấy" (Nguyễn Văn Trung)                                          | Phương Vy                 | [ 136 ]                 |
| 19  | 13 tháng 7 năm 2023 | Ngô Anh Đạt         | "Cô ấy nói" (Nhạc ngoại, lời Việt: ViAM)                                        | Chí Thiện (2)             | [ 136 ]                 |
| 19  | 13 tháng 7 năm 2023 | Giang Jolee         | "Hoa tàn tình tan" (Ngô Mạnh Thắng)                                             | Kiwi Ngô Mai Trang        | [ 136 ]                 |
| 20  | 20 tháng 7 năm 2023 | Chấn Hào            | "Sao em làm ngơ" (Nhạc ngoại, lời Việt: Duy Hải)                                | Nguyễn Huy                |                         |
| 20  | 20 tháng 7 năm 2023 | Anh Quân Idol       | "Vô tư" (Khắc Anh)                                                              | Nguyên Vũ (2)             |                         |
| 20  | 20 tháng 7 năm 2023 | Tố My (2)           | "Phận tơ tằm" (Nhạc: Minh Kỳ, lời: Hồ Tịnh Tâm)                                 | Uyên Trang                |                         |

## Đón nhận
Lần đầu tiên xuất hiện trên sóng truyền hình, Lạ lắm à nha đã nhận được nhiều phản hồi tích cực từ khán giả. Nhiều tập phát sóng của chương trình cũng như trích đoạn các tiết mục của các cặp người chơi và nhân vật bí ẩn liên tục lọt vào top thịnh hành những video được tìm kiếm nhiều nhất trên bảng xếp hạng YouTube. Nhiều màn song ca được khán giả truyền hình yêu thích như Đan Trường - Juky San, Puka - Gin Tuấn Kiệt, Di Di - Huy R...; cùng với đó, nhiều nhân vật bí ẩn là những nhân vật quen thuộc với khán giả qua nhiểu thế hệ cũng đã xuất hiện trên truyền hình như Nguyên Hà, Kim Tử Long, Lê Khánh, Hoàng Duyên...
Mùa 2 trở lại với nhiều sự sáng tạo, đổi mới từ chương trình. Ngay từ những tập đầu tiên, chương trình đã mang đến nhiều điều bất ngờ, thú vị cho khán giả. Sự kết hợp mới mẻ giữa những nghệ sĩ trẻ và những nhân vật kỳ cựu đã mang về những thành tích ấn tượng cho chương trình, đồng thời ít nhiều tạo được những hiệu ứng rộng rãi trên các nền tảng mạng xã hội. Theo đó, tập 1 đã nhanh chóng leo lên top 2 Thịnh hành của TikTok với 15,5 triệu views. Nhiều nhân vật mới xuất hiện trong chương trình như Diệu Kiên, Hồ Phi Nal hay những nghệ sĩ quen mặt như Erik đã tạo nên những màn kết hợp gây ấn tượng đối với khán giả. 2 tập 5 và 6 của chương trình cũng đã lọt vào top thịnh hành YouTube với thứ hạng cao, trong đó tập 6 đứng ở vị trí số 3 trên tab thịnh hành sau 3 ngày lên sóng.
VieZ khẳng định, chương trình đã có màn trở lại ấn tượng với nhiều phần trình diễn mãn nhãn và nhận được sự ủng hộ nhiệt tình của khán giả.
Mặc dù vậy, vẫn có một số khán giả không đồng tình với cách hóa trang của một số nghệ sĩ tham gia chương trình, chẳng hạn như nghệ sĩ Cát Tường khi cô bị chỉ trích vì mặc bộ đồ diễn không thoải mái.